# Burkhard von Weißpriach

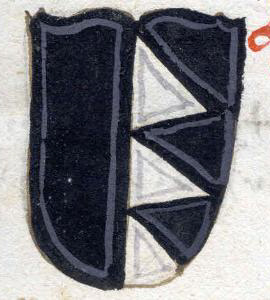
Wappen Burkhards in der Salzburgischen Chronik (Ende 16. Jahrhundert)

Burkhard II. von Weißpriach (* 1420 oder 1423 in Weißpriach; † 16. Februar 1466 in Salzburg) war ein Salzburger Erzbischof und Kardinal im 15. Jahrhundert.

## Leben

### Abstammung und Jugend
Burkhard entstammte den Edlen von Weißpriach und war der Sohn des gleichnamigen Lungauer Ministerialen und dessen Frau Anna geb. von Lichtenstein. Er wurde 1448 Domherr von Salzburg und Apostolischer Protonotar sowie 1452 Dompropst und als solcher Vertreter seines Vorgängers beim Kongress zu Mainz, wo ihn Papst Pius II. in pectore zum Kardinal ernannte. Ab 1460 war er Kardinalpriester von Santi Nereo e Achilleo.

### Regentschaft
In seine Regierungszeit fielen die ersten Bauernunruhen im Jahr 1462. Auch die Türkeneinfälle in Kärnten und der Steiermark überschatteten die Regierungszeit. Der Erzbischof konnte aber größeren Schaden vom Fürsterzbistum abwenden. Den Streit zwischen Kaiser Friedrich III. und dessen Bruder Erzherzog Albrecht VI. konnte der Erzbischof trotz mehrfacher Bemühungen nicht schlichten.
Als erster ausgeprägter Vertreter des Nepotismus übertrug er wesentliche Regierungsgeschäfte seinen Verwandten, vor allem seinen Brüdern.

### Geplante und verwirklichte Baumaßnahmen
Die Bautätigkeit des Erzbischofs war auf die Stadt beschränkt. Vor allem ließ er die Festung ausbauen, er verlegte die Auffahrt auf die Festung auf die Ostseite (vorher Westseite), erbaute den Krautturm, den Trompeterturm, den Glockenturm und den Schmiedturm.
In seine Regierungszeit fiel auch der Bau der zweiten Stadtbefestigung.
Die vom Erzbischof geplante Nutzung des Frauengartens als Areal für die Stadterweiterung scheiterte, weil keine Bürger in diesem Bereich neue Häuser errichten wollten. Um 1460 sollte das Kloster St. Peter nach Grödig übersiedeln, um dort eine Universität gründen zu können.